# Kolej do wywozu gruzu w Szczecinie
Kolej do wywozu gruzu – kolej polowa w Szczecinie, zbudowana w celu usuwania gruzu z obszaru Śródmieścia zniszczonego przez bombardowania. Działała od 1946 r. do końca lat 40. XX w. Koleją zarządzały nowe polskie władze Szczecina.

## Historia
Wąskotorowa linia o długości około 3,6 km została oddana do użytku w 1946 r. i biegła z placu Odrodzenia (Friedrich-Karl-Platz) przez ulicę Armii Czerwonej (Arndtstrasse, dziś Monte Cassino), ulicę Edwarda Wyspiańskiego (Niebuhrstrasse) i aleję Juliana Fałata (Goetheweg) do Syrenich Stawów w parku Kasprowicza (Qustorppark).
Do transportu gruzu wykorzystywano cztery składy. Gruz wyrzucano na łąki przy Syrenich Stawach lub wykorzystywano do utwardzenia parkowych alejek. Po uprzątnięciu gruzów w Śródmieściu pod koniec lat 40. XX w. kolej zlikwidowano.